# モンテキアルーゴロ
モンテキアルーゴロ（伊: Montechiarugolo）は、イタリア共和国エミリア＝ロマーニャ州パルマ県にある、人口約11,000人の基礎自治体（コムーネ）。

## 地理

### 位置・広がり

#### 隣接コムーネ
隣接するコムーネは以下の通り。括弧内のREはレッジョ・エミリア県 所属を示す。
- モンテッキオ・エミーリア (RE)
- パルマ
- サン・ポーロ・デンツァ (RE)
- サンティラーリオ・デンツァ (RE)
- トラヴェルセートロ

### 気候分類・地震分類
モンテキアルーゴロにおけるイタリアの気候分類 (it) および度日は、zona E, 2626 GGである。
また、イタリアの地震リスク階級 (it) では、zona 3 (sismicità bassa) に分類される。

## 行政

### 分離集落
モンテキアルーゴロには以下の分離集落（フラツィオーネ）がある。
- Basilicagoiano, Basilicanova, Cantone di Pariano, Case Nuove, Castello, Convento, Fornace Vecchia, La Fratta, Lovetta, Malcantone, Masdone, Morzola, Monte, Monticelli Chiesa, Monticelli Terme, Pecorile, Piazza, Piazzola, San Geminiano, Santa Felicola, Scornavacca, Torretta, Tortiano, Tre Fiumi, Tripoli